# Wapen van Roerdalen

Wapen van de gemeente Roerdalen

Het wapen van Roerdalen werd in 1991 aan de gemeente Melick en Herkenbosch toegekend, maar werd daar nooit gebruikt en werd daarom door de nieuwe gevormde gemeente Roerdalen overgenomen. De gemeente Roerdalen werd gevormd door een fusie tussen de gemeenten Melick en Herkenbosch en Vlodrop. In 1993 koos deze nieuwe gemeente voor een naamswijziging waardoor het nieuwe wapen gebruikt kon worden.

## Blazoen
De beschrijving van het wapen van Roerdalen luidt als volgt:
Gedeeld : I in keel een dubbelstaartige leeuw van zilver, II doorsneden; a gedwarsbalkt van 6 stukken, zilver en azuur, b in zilver een lelie van keel Het schild van achteren gehouden door een leeuw van natuurlijke kleur.
Het wapen is verticaal in tweeën gedeeld: in het eerste deel staat een dubbelstaartige zilveren leeuw. In het tweede deel staan in de bovenste helft zes balken, drie zilveren en drie blauwen. In het onderste deel een blauwe lelie op een zilveren ondergrond. Het schild is niet gekroond, maar wordt door een aanziende leeuw van natuurlijke kleur vastgehouden.

## Verwante wapens

Wapen van Melick en Herkenbosch
Wapen van Vlodrop
Wapen van Melick en Herkenbosch

Beek · 
Beekdaelen · 
Beesel · 
Bergen · 
Brunssum · 
Echt-Susteren · 
Eijsden-Margraten · 
Gennep · 
Gulpen-Wittem · 
Heerlen · 
Horst aan de Maas · 
Kerkrade · 
Landgraaf · 
Leudal · 
Maasgouw · 
Maastricht · 
Meerssen · 
Mook en Middelaar · 
Nederweert · 
Peel en Maas · 
Roerdalen · 
Roermond · 
Simpelveld · 
Sittard-Geleen · 
Stein · 
Vaals · 
Valkenburg aan de Geul · 
Venlo · 
Venray · 
Voerendaal · 
Weert